# Le Boullay-les-Deux-Églises
Le Boullay-les-Deux-Églises – miejscowość i gmina we Francji, w Regionie Centralnym, w departamencie Eure-et-Loir.
Według danych na rok 1990 gminę zamieszkiwało 187 osób, a gęstość zaludnienia wynosiła 14 osób/km² (wśród 1842 gmin Regionu Centralnego Le Boullay-les-Deux-Églises plasuje się na 952. miejscu pod względem liczby ludności, natomiast pod względem powierzchni na miejscu 970.).